# Elie Wiesel
Elie Wiesel, właśc. Eliezer Wiesel (ur. 30 września 1928 w Syhocie Marmaroskim, zm. 2 lipca 2016 w Nowym Jorku) – amerykański pisarz i dziennikarz żydowskiego pochodzenia, laureat Pokojowej Nagrody Nobla (1986). Był profesorem nauk humanistycznych w Boston University.

## Życiorys
Urodził się w Rumunii, w ortodoksyjnej rodzinie chasydów. Miał trzy siostry.
W czasie II wojny światowej był więźniem niemieckich obozów koncentracyjnych Auschwitz i Buchenwald. W Birkenau zginęły jego matka i siostra, a w Buchenwaldzie jego ojciec. Po wojnie wyjechał do Francji, gdzie studiował na Sorbonie i rozpoczął pracę dziennikarską jako współpracownik czasopism francuskich i izraelskich. W 1956 wyjechał do Stanów Zjednoczonych, gdzie w 1963 otrzymał obywatelstwo amerykańskie.
Był przewodniczącym amerykańskiej Presidential Commission on the Holocaust, później przemianowanej na U.S. Holocaust Memorial Council. Swoją działalność społeczno-polityczną i twórczość poświęcił martyrologii Żydów, ofiar zarówno nazizmu, jak i stalinizmu. Był inicjatorem budowy United States Holocaust Memorial Museum.
Napisał ponad 40 utworów, m.in. powieści, Un di Welt Hot Geszwign (A świat pozostał milczący, 1956), La nuit (Noc, 1958) La ville de la chance (1962), Le mendiant de Jerusalem (1968), Le testament d’un poete juif assassine (1980), L’oublie (1989), opowiadania, dramaty, opowieści chasydzkie i talmudyczne, eseje. W 1986 otrzymał pokojową Nagrodę Nobla. W Stanach Zjednoczonych otrzymał w 1986 Congressional Gold Medal of Achievement.
Był aktywnym syjonistą. W 1997 otrzymał odznaczenie Guardian of Zion Award. Prawdopodobnie po wojnie w latach 40. współpracował także z terrorystyczną organizacją Irgun, która dokonała głośnego zamachu na hotel King David w Jerozolimie.
27 marca 2008 został mu przyznany tytuł doktora honoris causa Uniwersytetu Gdańskiego.
W 2008 fundacja Wiesela straciła ponad 15 milionów dolarów (czyli prawie całe swoje zasoby finansowe) w wyniku działań piramidy Bernarda Madoffa, którego fundusz zarządzał jej majątkiem.

## Ordery i odznaczenia
- Krzyż Komandorski Orderu Legii Honorowej (Francja, 1984)[7]
- Krzyż Wielkiego Oficera Orderu Legii Honorowej (Francja, 1990)[7]
- Medal Wolności (USA, 1992)[8]
- Krzyż Wielki Orderu Legii Honorowej (Francja, 2001)[7]
- Krzyż Wielkiego Oficera Orderu Gwiazdy Rumunii (Rumunia, 2002)[7][9]
- Krzyż Komandorski Orderu Zasługi (Węgry, 2004)[7]
- Kawaler Komandor Orderu Imperium Brytyjskiego (Wielka Brytania, 2006)
- Medal Prezydencki Wyróżnienia (Izrael, 2013)[10]
- Krzyż Wielkiego Oficera Orderu Zasługi RFN (Niemcy, 2014)[11]